# Pnigalio persimilis
Pnigalio persimilis är en stekelart som först beskrevs av Alan Parkhurst Dodd och Girault 1915.  Pnigalio persimilis ingår i släktet Pnigalio och familjen finglanssteklar. Inga underarter finns listade i Catalogue of Life.